# نيلس فوجت
نيلس فوجت هو دبلوماسي نرويجي، ولد في 1926، وتوفي في 2000.